# Hercule contre Arès
Pour les articles homonymes, voir Hercule (homonymie).
Hercule contre Arès (Young Hercules) est une série télévisée américaine en 50 épisodes de 22 minutes créée par Robert G. Tapert et diffusée entre le 12 septembre 1998 et le 14 mai 1999 dans le bloc de programmation Fox Kids.
C'est une série dérivée de Hercule dans laquelle Kevin Sorbo incarnait Hercule. Ryan Gosling incarne ici une version adolescente du héros.
En France, elle a été diffusée à partir du 10 avril 1999 sur France 2, et au Québec à partir du 31 août 1999 sur Canal Famille.

## Synopsis
Hercule est un adolescent en quête d'action et d'aventures. Avec ses amis Iolaus et Jason, il découvre les premières expériences de la vie, de l'amour et de l'amitié. Le jeune héros doit aussi assumer sa famille sur l'Olympe…

## Distribution

### Acteurs principaux
- Ryan Gosling : Hercule
- Dean O'Gorman : Iolaus
- Chris Conrad (en) : Jason

### Acteurs secondaires
- Jodie Rimmer : Lilith
- Nathaniel Lees : Cheiron
- Angela Marie Dotchin : Kora
- Kevin Smith : Arès
- Joel Tobeck : Strife
- Meighan Desmond : Discorde
- Kevin Smith : Dionysos
- Sharon Tyrell : Alcmène
- Katrina Browne : Cyane
- Jason Hoyte : Héphaïstos
- Elizabeth Hawthorne : Héra
- Kieren Hutchison : Orphée
- Jeremy Callaghan : Pollux
- Craig Parker : Lucius

## Épisodes
1. Le Trésor de Zeus, première partie (The Treasure of Zeus: Part 1)
2. Le Calice d'Héra, deuxième partie (The Treasure of Zeus: Part 2: Between Friends)
3. La Mère d'Hercule, troisième partie (The Treasure of Zeus: Part 3: What a Crockery)
4. De vieux amis pas très recommandables (Herc and Seek)
5. La Nouvelle Recrue (Girl Trouble)
6. La Retenue (Teacher's Pests)
7. Les Nouveaux Restaurateurs (Inn Trouble)
8. L'Anniversaire de Jason (Keeping Up with the Jasons)
9. Le Retour de Cyane (Amazon Grace)
10. Galatée (Cyrano de Hercules)
11. Plan de bataille, première partie (Battle Lines: Part 1)
12. Plan de bataille, deuxième partie (Battle Lines: Part 2)
13. Dédoublement (Forgery)
14. Effet de surprise (No Way Out)
15. Le Tribunal de l'Olympe (Ares on Trial)
16. Un don du Ciel (Down and Out in Academy Hills)
17. Castor et Pollux (Winner Take All)
18. Le Venin (A Serpent's Tooth)
19. La Lyre de Bacchus, première partie (The Lure of the Lyre)
20. La Lyre de Bacchus, deuxième partie (Fame)
21. La Lyre de Bacchus, troisième partie (Lyre, Liar)
22. Mon oncle Hadès (A Lady in Hades)
23. Une vieille connaissance (The Mysteries of Life)
24. Le Fils préféré (Dad Always Liked Me Best)
25. Nemesis (Herc's Nemesis)
26. Les Vacances d'un prince (Cold Feet)
27. L'École de la haine (Mommy Dearests)
28. Les Pouvoirs des rêves (In Your Dreams)
29. Une sœur encombrante (Sisters)
30. La Déesse Artémis (Golden Bow)
31. Une bonne farce (Home for the Holidays)
32. La Maison d'Alcème (Cram-Ped)
33. Un examen difficile (Con Ares)
34. Le Sosie (Get Jason)
35. La Princesse Lilith (My Fair Lilith)
36. La Biche sacrée (Hind Sight)
37. Tel est pris qui croyait prendre (The Head That Wears the Crown)
38. L’Œil magique (Me, Myself and Eye)
39. L'Héritage d'un roi (The Skeptic)
40. Les dieux n'existent pas (Iolaus Goes Stag)
41. La Zone interdite (Adventures in the Forbidden Zone)
42. La Chanson d'Arès (The Prize)
43. Les amazones passent à l'attaque (The Beasts Beneath)
44. Drôles de parents (Parents' Day)
45. L'Enlèvement de Cheiron (Life for a Life)
46. Arès papa (Under Siege)
47. Mila (Mila)
48. Apollon (Apollo)
49. La Mère de sable (Ill Wind)
50. Tu seras un homme mon fils (Valley of the Shadow)

Source des titres FR